# 18 розшукуваних
«18 розшукуваних» (англ. The Wanted 18) — палестинський анімаційно-документальний фільм, знятий Полом Кауеном та Амером Шомалі. Фільм був висунутий Палестиною на премію «Оскар-2016» у номінації «найкращий фільм іноземною мовою».

## Сюжет
Незабаром після спалаху першого палестинського повстання в 1987 році (Перша Інтифада), жителі містечка Бейт-Сахур на околиці Вифлеєма таємно придбали 18 корів у сусідніх ізраїльських кібуцах. Це було актом опору окупаційній владі — таким чином вони могли виробляти власне молоко для своїх сімей. Комбінуючи вигадливу анімацію, інтерв'ю та архівні матеріали, документальний фільм розповідає неймовірну історію про те, як ці 18 корів стали символом опору, надихнув на автономність невелике містечко, і як вони ховалися від сотні ізраїльських солдатів, які прочісували регіон в їхніх пошуках.

## Анімація та візуальний стиль

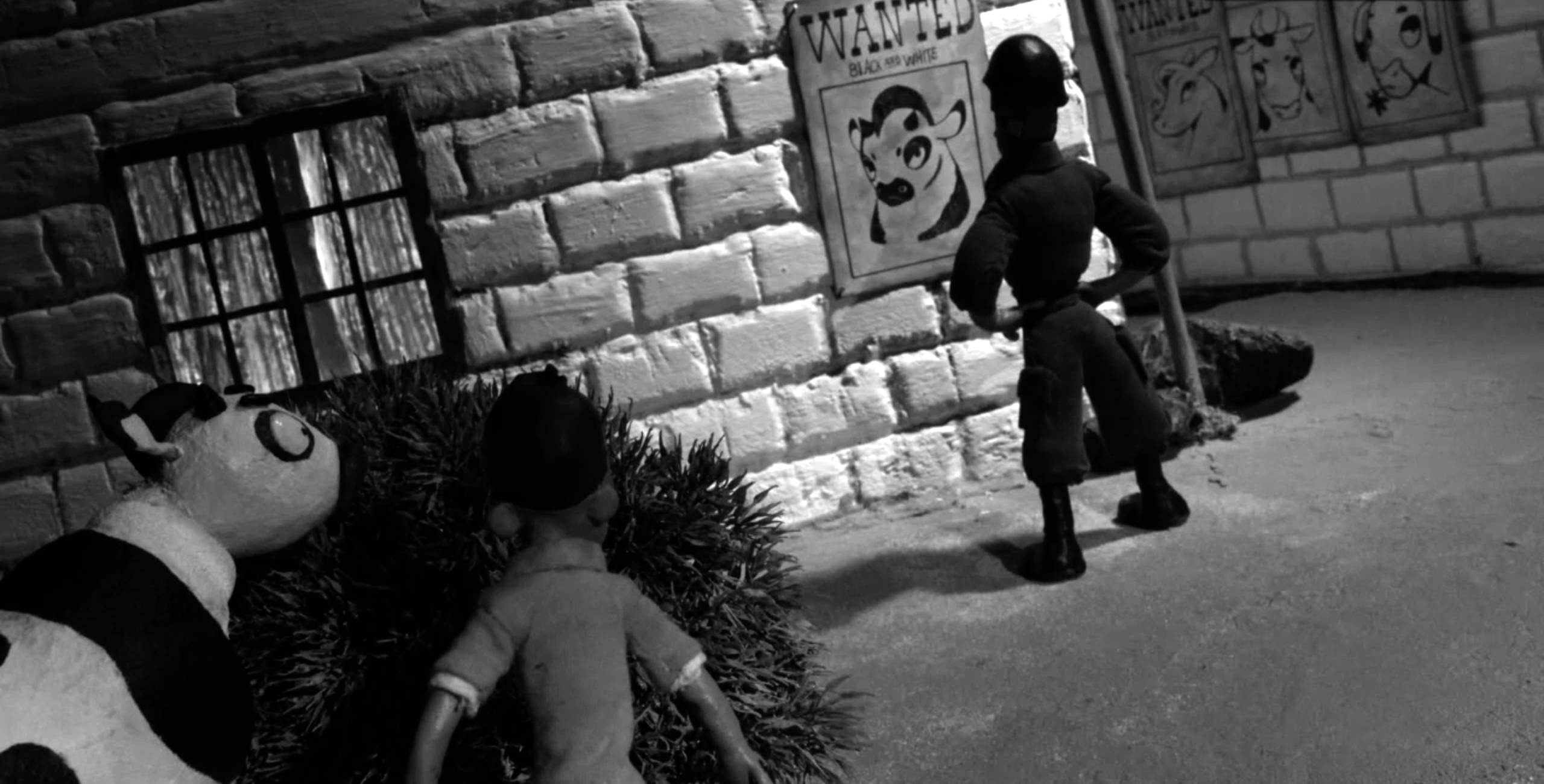
Кадр з фільму «18 розшукуваних»

Фільм ведеться з точки зору пластилінових анімованих корів — Рікви, Рут, Лоли та Голді. Творці фільму придали йому стиль коміксу, навіть коли йдуть кадри з інтерв'ю.

## Виробництво
Ідея фільму народилися у Шомалі ще в дитинстві, коли він жив у сирійському таборі для біженців, де читав комікси, один з яких був про корів Бейт-Сахуру. У дорослому віці Шомалі хотів зробити з цієї ідеї короткометражку, але знайомство з канадцями продюсером Іною Фічман та режисером Полом Кауеном змусили його передумати. Виробництво проекту тривало майже п'ять років —здебільшого через складну анімацію, а також велику відстань між двома режисерами.
У фільму інтерв'ю брали у шкільного вчителя Джалала Оумсія, який придбав 18 корів, професора геології Джада Ішада, фармацевта Еліаса Рішмаві та м'ясника Вірджинії Саад. Також інтерв'ю дали двоє членів ізраїльського уряду: військовий губернатор регіону Шалтель Лаві та його радник з арабських справ Ехуд Зрахія.
Музику до фільму написав Бенуа Шаре. «18 розшукуваних» був знятий у копродукції з Канадською державною службою кінематографії та компаніями Intuitive Pictures, Bellota Films та Dar Films Productions. Стрічка отримала фінансування від Арабського Фонду Мистецтв та Культури, а також від SANAD та кінофестивалю в Абу-Дабі.

## Випуск
Прем'єра фільму відбулась 12 вересня 2014 року на міжнародному кінофестивалі у Торонто 2014.

## Суперечки
Показ фільму на щорічному міжнародному кінофестивалі Human Rights Watch у Нью-Йорку був скасований, так як режисер Амер Шомалі не отримав американську візу через те, що йому був заборонений в'їзд до Єрусалиму ізраїльським урядом на підставі того, що він представляв загрозу безпеці.

## Визнання
| Нагороди та номінації фільму «18 розшукуваних» | Нагороди та номінації фільму «18 розшукуваних» | Нагороди та номінації фільму «18 розшукуваних»   | Нагороди та номінації фільму «18 розшукуваних» | Нагороди та номінації фільму «18 розшукуваних» | Нагороди та номінації фільму «18 розшукуваних» |
| Рік                                            | Нагорода                                       | Категорія                                        | Номінант                                       | Результат                                      |                                                |
| ---------------------------------------------- | ---------------------------------------------- | ------------------------------------------------ | ---------------------------------------------- | ---------------------------------------------- | ---------------------------------------------- |
| 2014                                           | Кінофестиваль в Абу-Дабі                       | Найкращий документальний арабський фільм         | «18 розшукуваних»                              | Перемога                                       |                                                |
| 2014                                           | Кінофестиваль в Абу-Дабі                       | Найкращий документальний фільм                   | «18 розшукуваних»                              | Номінація                                      |                                                |
| 2014                                           | Карфагенський кінофестиваль                    | Найкращий документальний фільм                   | «18 розшукуваних»                              | Перемога                                       |                                                |
| 2014                                           | Кінофестиваль «Чорні ночі» в Талліні           | Найкращий північноамериканський незалежний фільм | «18 розшукуваних»                              | Номінація                                      |                                                |
| 2015                                           | Кінофестиваль у Треверс-Сіті                   | Найкращий документальний фільм                   | «18 розшукуваних»                              | Перемога                                       |                                                |